# Killegray
Killegray és una illa localitzada en el grup de les Hèbrides Exteriors, a Escòcia. L'illa presenta una forma allargada, d'aproximadament 2,5 km de llarg. L'illa té una àrea de 176 hectàrees i una alçada màxima de 45 metres.
Killegray està situada al canal d'Harris, un canal marí localitzat entre les illes de North Uist i Harris.
L'illa roman actualment deshabitada, però sembla haver estat ocupada per una família d'entre 3 i 5 membres entre els anys 1861 i 1931. No obstant això, dues persones vivien temporalment a l'illa quan el cens de 1971 va ser efectuat.
La Killegray House, una casa victoriana del s.XIX, única a l'illa, va ser renovada com allotjament de vacances l'any 1991.
Les aigües poc profundes i els esculls són un ric habitat per als crancs i llagostes.